# Drasenhofen
Drasenhofen ist eine Gemeinde mit 1117 Einwohnern (Stand 1. Jänner 2025) im Bezirk Mistelbach in Niederösterreich.

## Geografie

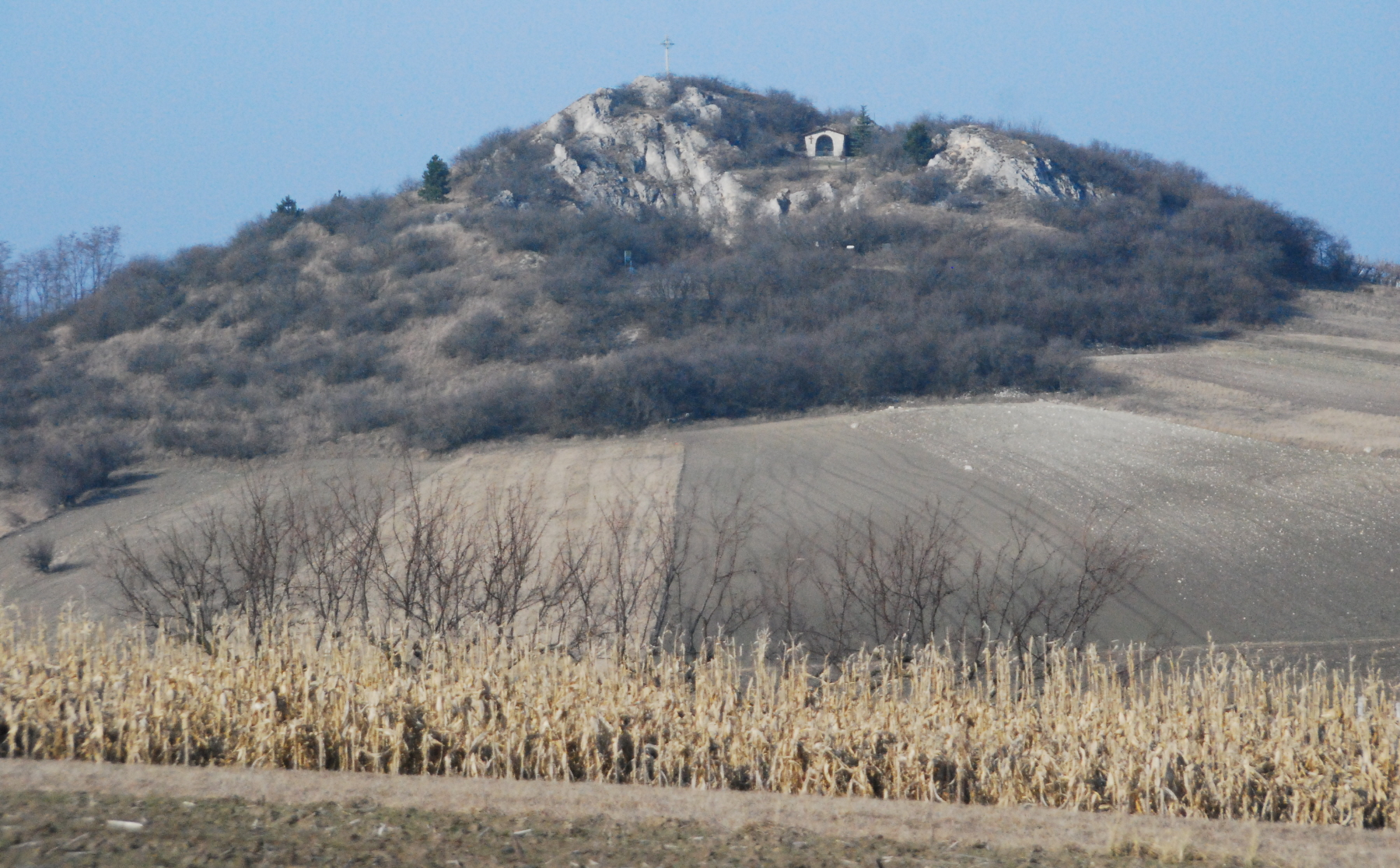
Schweinbarther Berg

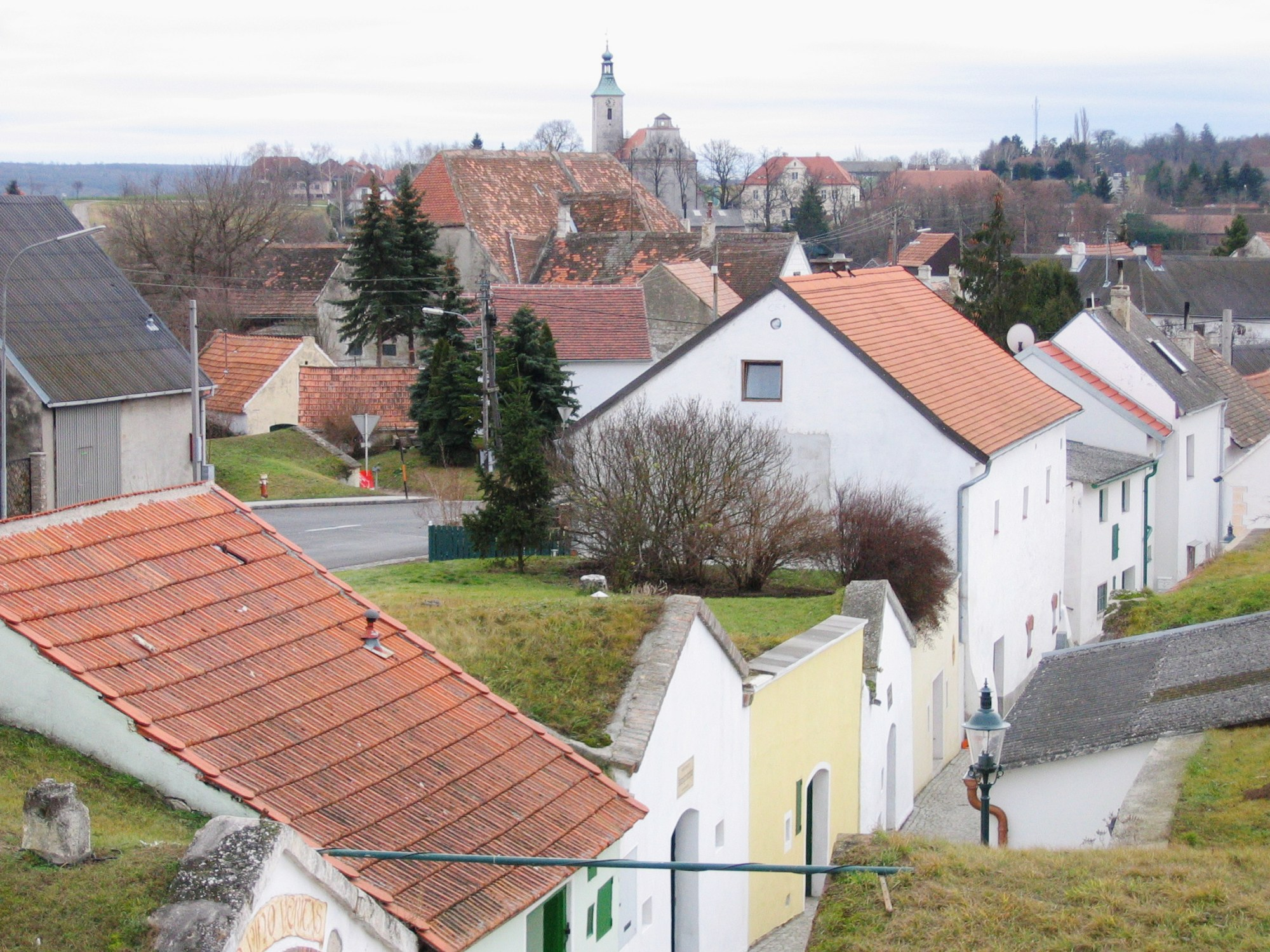
Drasenhofen, Ansicht über die Kellergasse

Drasenhofen liegt im nördlichsten Teil des Weinviertels in Niederösterreich. Die Fläche der Gemeinde umfasst 35,2 Quadratkilometer. Davon sind 78 Prozent landwirtschaftliche Nutzfläche, 3 Prozent Weingärten und 11 Prozent sind bewaldet.

### Gemeindegliederung
Das Gemeindegebiet umfasst folgende vier Ortschaften (in Klammern Einwohnerzahl Stand 1. Jänner 2025):
- Drasenhofen (575)
- Kleinschweinbarth (154)
- Steinebrunn (286)
- Stützenhofen (102)

Die Gemeinde besteht aus den Katastralgemeinden Drasenhofen, Kleinschweinbarth, Steinebrunn und Stützenhofen.

### Nachbargemeinden
|             |                                             | Tschechien      |
| Ottenthal   | Kompassrose, die auf Nachbargemeinden zeigt |                 |
| Falkenstein | Poysdorf                                    | Herrnbaumgarten |

## Geschichte
Durch archäologische Grabungen ist die Anwesenheit von Menschen bereits in der Altsteinzeit nachgewiesen. Funde von 18.000–28.000 Jahre alten Mammutstoßzähnen, Tierknochen und Werkzeug belegen, dass hier Steinzeitmenschen einst Jagdbeute zerlegten. Aus der Zeit der Glockenbecherkultur wurden Gräber gefunden und aus der Bronzezeit Siedlungsspuren.
Drasenhofen wurde im Jahr 1190 erstmals unter dem bis ins 16. Jahrhundert üblichen Namen Taisenhof erwähnt.
Ab dem 14. Jahrhundert erwarb die Familie der Fünfkirchner die ersten Güter in Steinebrunn. Die Adelsfamilie stieg im ausgehenden Mittelalter zu den mächtigsten Grundherren des nördlichen Weinviertels auf. Prägend für den Ort und seine Geschichte ist die Brünner Straße, die von Wien über Drasenhofen nach Brünn führt. Die Brünner Straße war Teil des Fernverkehrsnetzes, das Kaiser Karl VI. 1722 anlegen ließ, um alle Teile der riesigen Habsburgermonarchie mit dem Zentrum Wien zu verbinden.
Laut Adressbuch von Österreich waren im Jahr 1938 in der Ortsgemeinde Drasenhofen ein Arzt, zwei Bäcker, ein Binder, ein Branntweinbrenner, zwei Fleischer, drei Friseure, zwei Gastwirte, fünf Gemischtwarenhändler, eine Hebamme, ein Holzhändler, ein Lederhosenerzeuger, eine Werkstatt, ein Rauchfangkehrer, ein Sattler, zwei Schlosser, zwei Schmiede, drei Schneider und achte Schneiderinnen, fünf Schuster, zwei Stechviehhändler, vier Tischler, drei Wagner, ein Weinhändler und einige Landwirte ansässig. Zudem gab es im Ort eine Schrotmühle und ein Kino. Ende Mai 1945 war der Ort erste Station in Österreich für den Brünner Todesmarsch, der am 31. Mai 1945 begann und in dem die deutschmährischen Bürger von Brünn aus ihrer Stadt getrieben wurden. Tausende überlebten nicht. 186 der Toten wurden in einem Massengrab auf dem Ortsfriedhof beigesetzt.

### Einwohnerentwicklung
Im 20. Jahrhundert verlor die Gemeinde beinahe zwei Drittel der Einwohner. Der Rückgang wurde mit der Jahrtausendwende gestoppt, seither ist die Wanderungsbilanz positiv.
| Drasenhofen: Einwohnerzahlen von 1869 bis 2025      | Drasenhofen: Einwohnerzahlen von 1869 bis 2025 | Drasenhofen: Einwohnerzahlen von 1869 bis 2025 | Drasenhofen: Einwohnerzahlen von 1869 bis 2025 | Drasenhofen: Einwohnerzahlen von 1869 bis 2025 |
| --------------------------------------------------- | ---------------------------------------------- | ---------------------------------------------- | ---------------------------------------------- | ---------------------------------------------- |
| Jahr                                                |                                                |                                                |                                                | Einwohner                                      |
| 1869                                                | 1869                                           |                                                | 2.564                                          | 2.564                                          |
| 1880                                                | 1880                                           |                                                | 2.881                                          | 2.881                                          |
| 1890                                                | 1890                                           |                                                | 2.883                                          | 2.883                                          |
| 1900                                                | 1900                                           |                                                | 2.810                                          | 2.810                                          |
| 1910                                                | 1910                                           |                                                | 3.006                                          | 3.006                                          |
| 1923                                                | 1923                                           |                                                | 2.797                                          | 2.797                                          |
| 1934                                                | 1934                                           |                                                | 2.550                                          | 2.550                                          |
| 1939                                                | 1939                                           |                                                | 2.457                                          | 2.457                                          |
| 1951                                                | 1951                                           |                                                | 2.463                                          | 2.463                                          |
| 1961                                                | 1961                                           |                                                | 1.939                                          | 1.939                                          |
| 1971                                                | 1971                                           |                                                | 1.698                                          | 1.698                                          |
| 1981                                                | 1981                                           |                                                | 1.511                                          | 1.511                                          |
| 1991                                                | 1991                                           |                                                | 1.340                                          | 1.340                                          |
| 2001                                                | 2001                                           |                                                | 1.143                                          | 1.143                                          |
| 2011                                                | 2011                                           |                                                | 1.142                                          | 1.142                                          |
| 2021                                                | 2021                                           |                                                | 1.082                                          | 1.082                                          |
| 2025                                                | 2025                                           |                                                | 1.117                                          | 1.117                                          |
| Quelle(n): Statistik Austria, Gebietsstand 1.1.2021 |                                                |                                                |                                                |                                                |

## Kultur und Sehenswürdigkeiten
Durch die Gemeinde führt der seit 2010 ausgeschilderte Jakobsweg Weinviertel, der vom Heiligen Berg (Svatý kopeček u Mikulova) bei der südmährischen Stadt Mikulov kommend bis Krems an der Donau führt und Teil der Via Francigena und der Via Slavica ist.
Drasenhofen

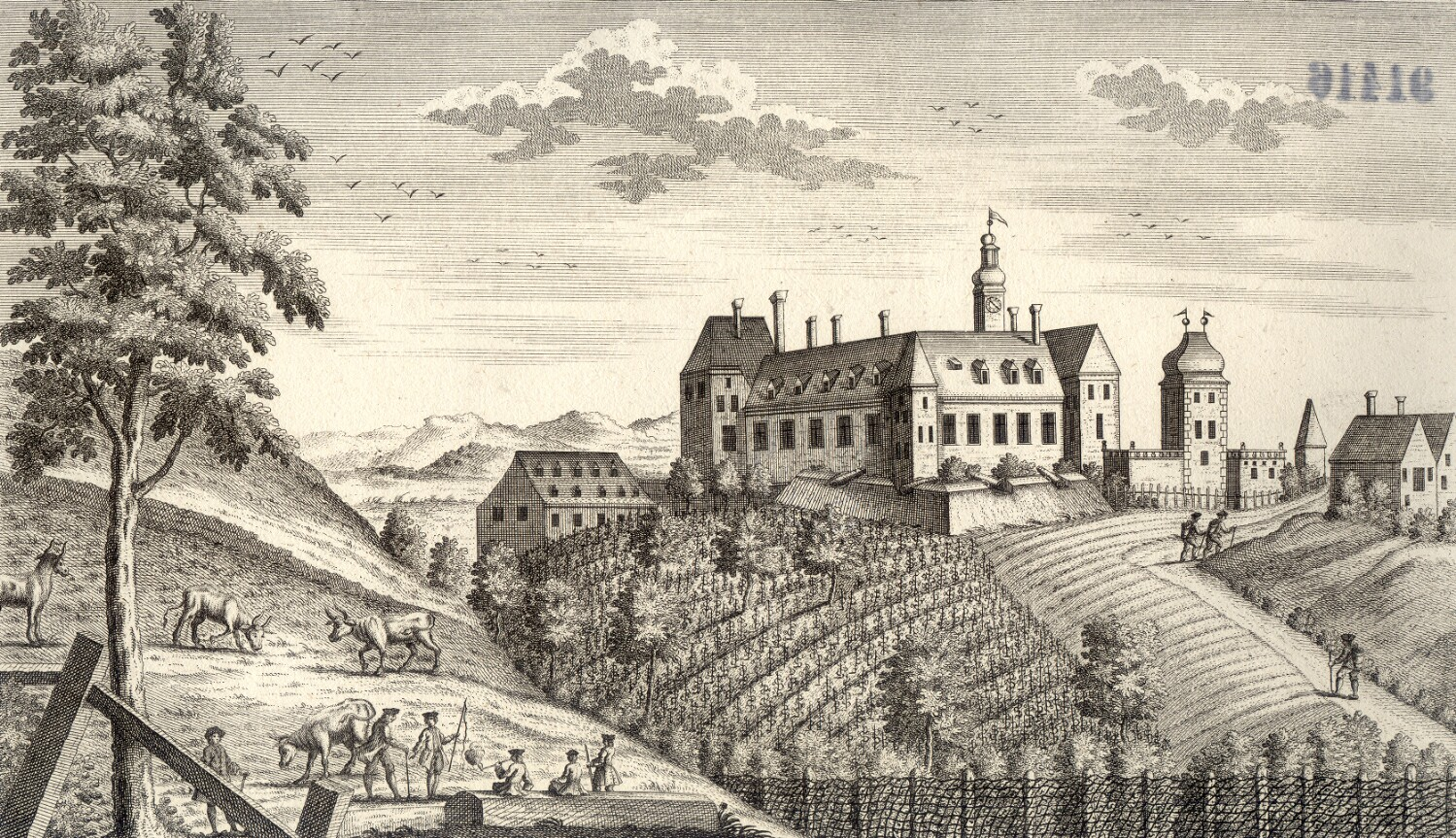
Schloss Fünfkirchen

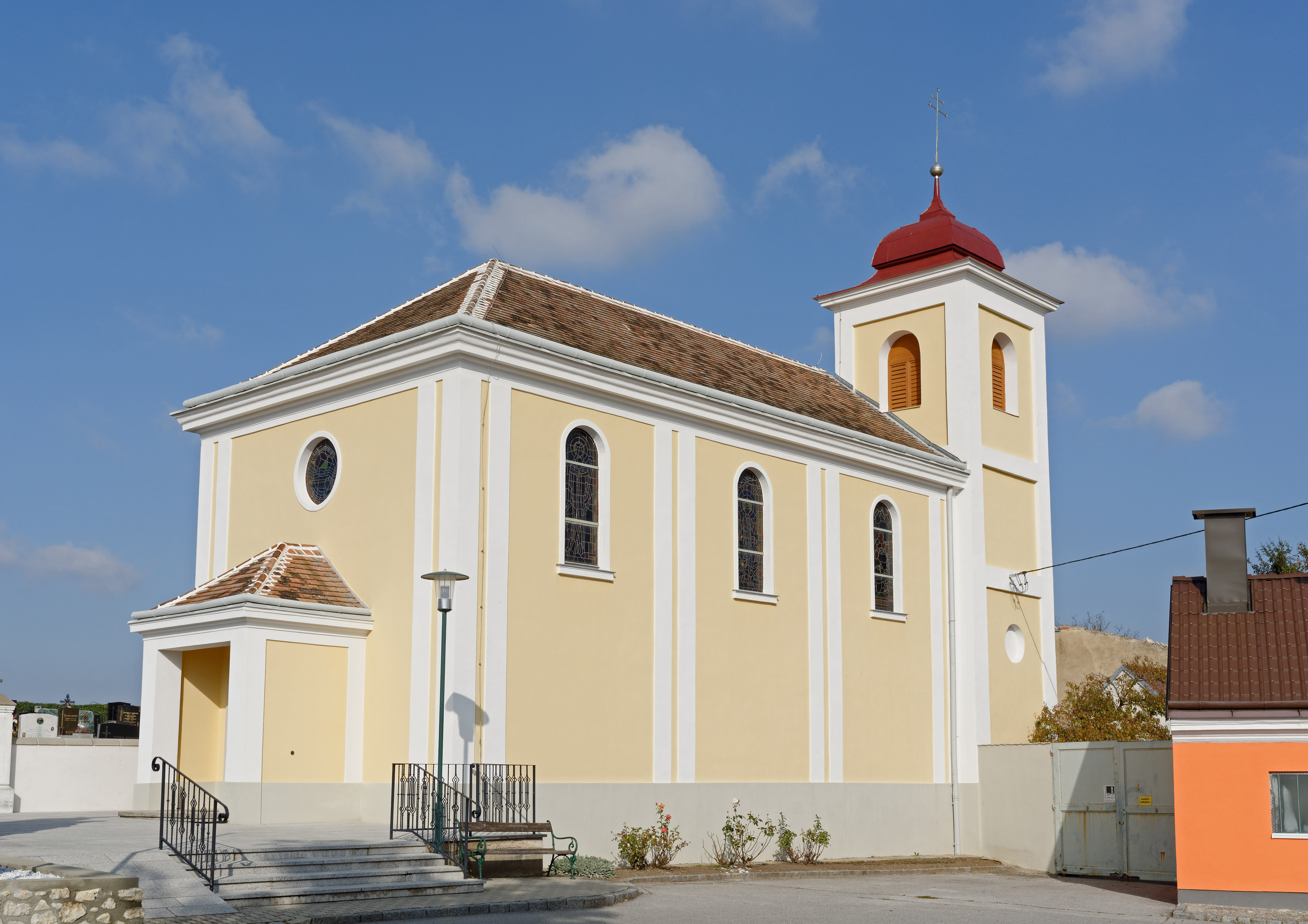
Filialkirche Steinebrunn

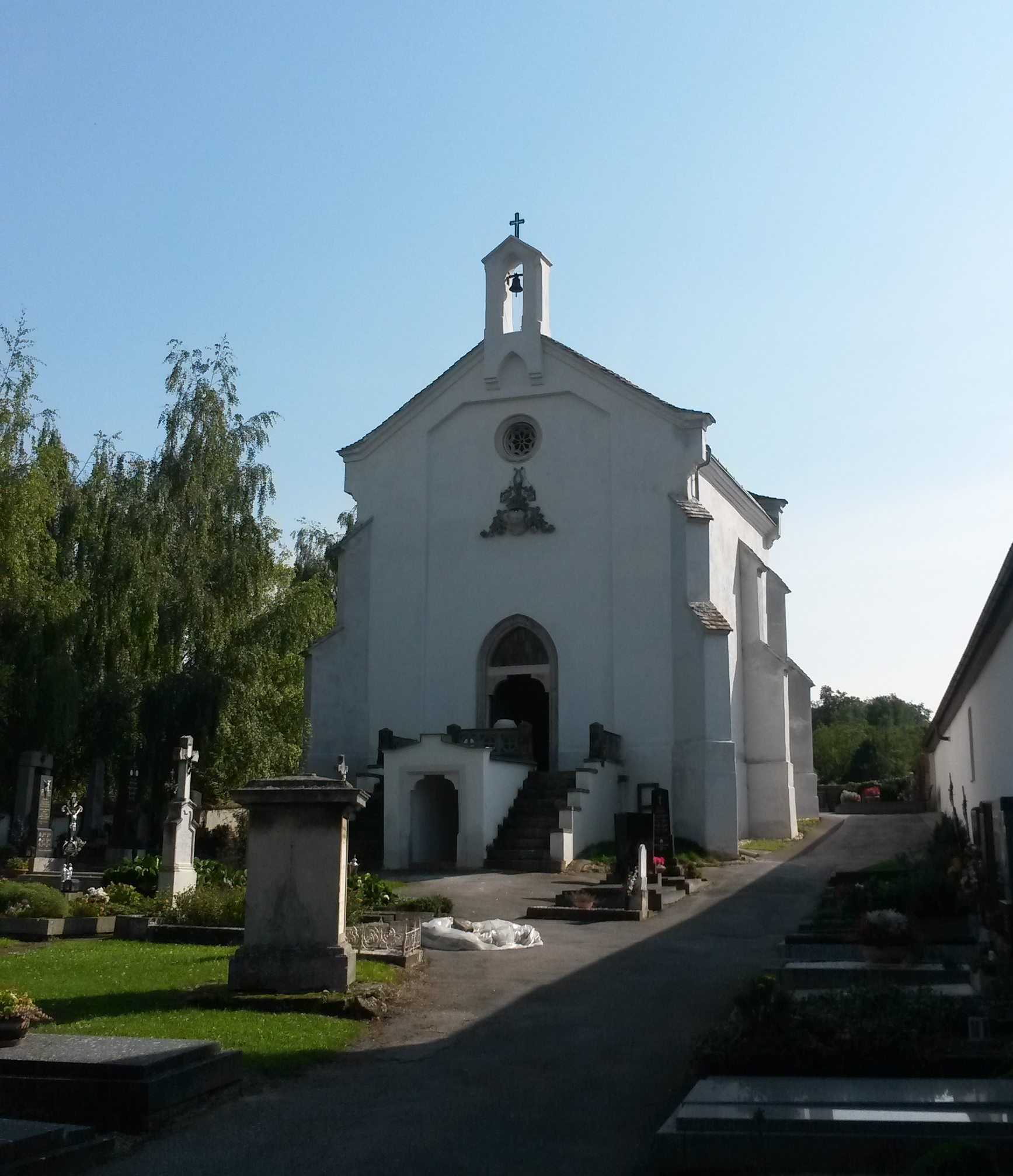
Gruftkapelle der Grafen Fünfkirchen in Stützenhofen

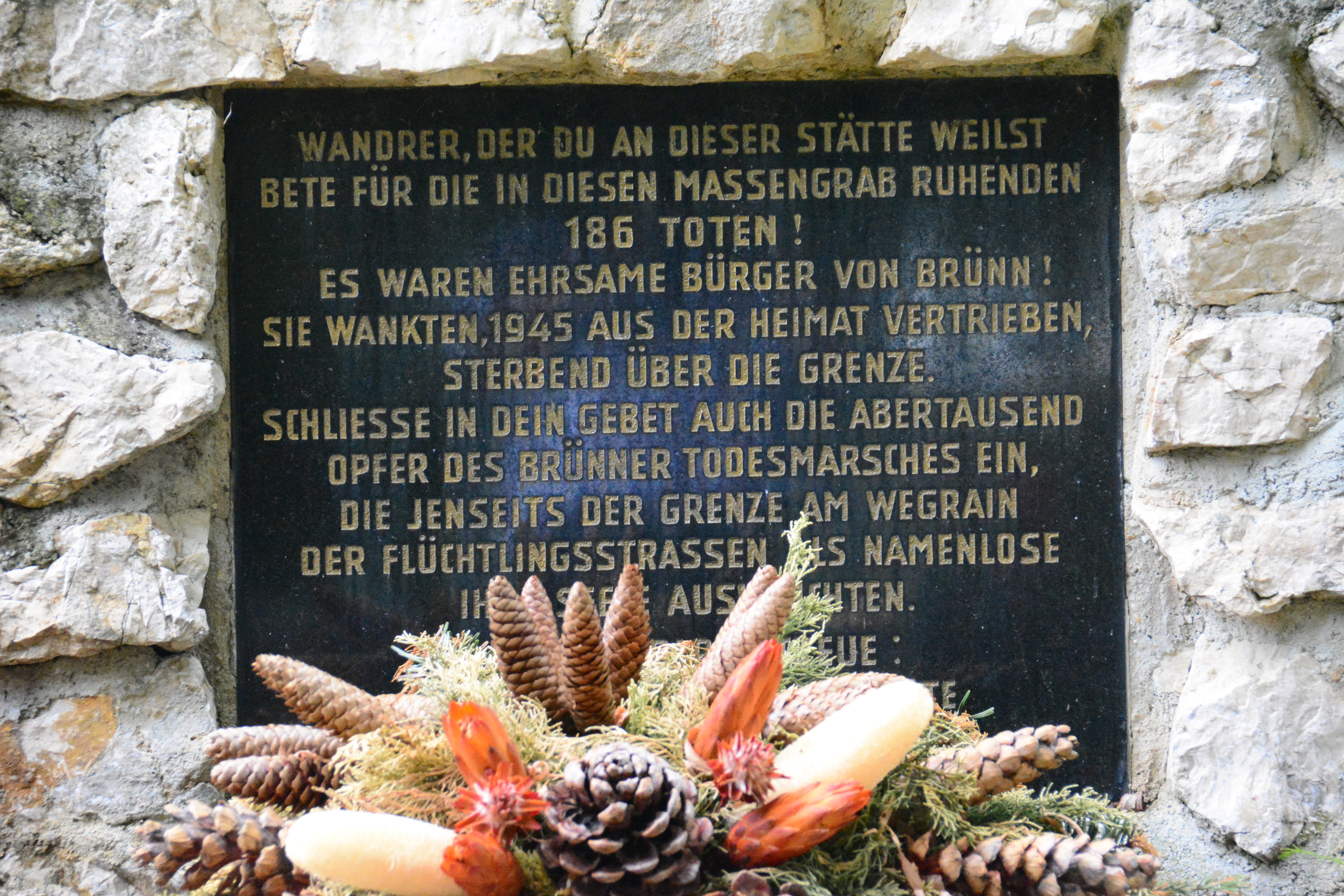
Brünner Todesmarsch: Gedenktafel auf dem Friedhof in Drasenhofen

- Katholische Pfarrkirche Drasenhofen hl. Veit
- Pfarrhof im Heimatstil
- Jubiläumshügel mit Kaiser-Franz-Josephs-Büste und Kriegerdenkmal am dreieckigen Kirchenplatz
- Traktorium: Das Museum bietet eine Ausstellung von alten, restaurierten Traktoren zur Besichtigung, dazwischen eine Auswahl an alten Puch-Motorrädern und Zündapp-Rollern, alten Gendarmerie- und Postuniformen, Schildern, einem Feuerwehrfahrzeug, Puch 500 Autos und einer alten Zapfsäule.[6]

Kleinschweinbarth
- Katholische Pfarrkirche Kleinschweinbarth Unsere Liebe Frau
- Südmährenkreuz am Schweinbarther Berg

Steinebrunn
- Schloss Fünfkirchen
- Katholische Filialkirche Steinebrunn hl. Anna

Stützenhofen
- Katholische Pfarrkirche Stützenhofen Allerheiligen
- Gruftkapelle der Grafen Fünfkirchen auf dem Friedhof
- Die Kellergasse von Drasenhofen verläuft entlang eines Trassenstücks der alten Kaiserstraße nach Brünn. Seit 2005 wird hier im August ein Fest mit historischen Kostümen gefeiert, das dem Andenken an die Zeit der Kaiserstraße und berühmten Durchreisenden gewidmet ist.[7]

## Wirtschaft und Infrastruktur
Nichtlandwirtschaftliche Arbeitsstätten gab es im Jahr 2001 48, land- und forstwirtschaftliche Betriebe nach der Erhebung 1999 109. Die Zahl der Erwerbstätigen am Wohnort betrug nach der Volkszählung 2001 487. Die Erwerbsquote lag 2001 bei 43,48 Prozent. Größter Arbeitgeber in der Gemeinde ist die Fuhrmann Fahrzeugbau in Steinebrunn mit 140 Mitarbeitern. Neben Fahrzeugen werden Stahlbordwände produziert, die weltweit in 20 Länder exportiert werden.

### Öffentliche Einrichtungen
In Drasenhofen befindet sich ein Kindergarten und eine Volksschule.

### Verkehr
- Straße: Es gibt einen internationalen Grenzübergang an der Brünner Straße (B 7 / E 461) zur sieben Kilometer nördlich gelegenen Stadt Mikulov (Nikolsburg) in Tschechien. Im Jahr 2019 wurde die Umfahrung Drasenhofen im Zuge der Nord/Weinviertel Autobahn eröffnet.
- Wanderwege: Drasenhofen liegt am Niederösterreichischen Landesrundwanderweg, am Jakobsweg Weinviertel und ist Endpunkt des Weinviertelweges.

## Politik

### Gemeinderat
Der Gemeinderat hat 19 Mitglieder.
- Mit den Gemeinderatswahlen in Niederösterreich 1990 hatte der Gemeinderat folgende Verteilung: 19 ÖVP.
- Mit den Gemeinderatswahlen in Niederösterreich 1995 hatte der Gemeinderat folgende Verteilung: 18 ÖVP und 1 SPÖ.[11]
- Mit den Gemeinderatswahlen in Niederösterreich 2000 hatte der Gemeinderat folgende Verteilung: 18 ÖVP und 1 SPÖ.[12]
- Mit den Gemeinderatswahlen in Niederösterreich 2005 hatte der Gemeinderat folgende Verteilung: 18 ÖVP und 1 SPÖ.[13]
- Mit den Gemeinderatswahlen in Niederösterreich 2010 hatte der Gemeinderat folgende Verteilung: 18 ÖVP und 1 SPÖ.[14]
- Mit den Gemeinderatswahlen in Niederösterreich 2015 hatte der Gemeinderat folgende Verteilung: 15 ÖVP, 2 FPÖ und 2 SPÖ.[15]
- Mit den Gemeinderatswahlen in Niederösterreich 2020 hatte der Gemeinderat folgende Verteilung: 16 ÖVP, 2 FPÖ und 1 SPÖ.[16]
- Mit den Gemeinderatswahlen in Niederösterreich 2025 hat der Gemeinderat folgende Verteilung: 14 ÖVP, 4 FPÖ und 1 SPÖ.[17]

### Bürgermeister
- bis 2005 Hubert Bayer (ÖVP)
- 2005–2010 Josef Studeny (ÖVP)
- 2011–2020 Reinhard Künzl (ÖVP)
- seit 2020 Horst Frank (ÖVP)[18]

## Bekannte Personen
In Drasenhofen geboren
- Otto Franz Fünfkirchen (1800–1872), Gutsbesitzer, Verwaltungsjurist und Politiker
- Friedrich Wailand (1821–1904), Miniaturmaler
- Josef Dengler (1894–1976), Politiker und Widerstandskämpfer
- Franz Wunsch (1922–2009), Aufseher im KZ Auschwitz-Birkenau